# Планина хиљаду Буда
36° 38′ 43″ С; 117° 01′ 37″ И / 36.645278° С; 117.026944° И
Планина хиљаду Буда (кин: 千佛山) је брдо које се налази око 2,5 километара југоисточно од града Ђинан, главног града провинције Шандунг у Кини. Простире се на 1 518 km² и има врх на 285 метара надморске висине. Позната је по бројним сликама Буде које су исклесане на стенама брда или самостојећим конструкцијама подигнутим још од времена династије Суеј (581-618) и њиховог храма Ћингуахен. Сматра се једном од „Три највеће атракције у Ђинану“ заједно са извором Баоту и језером Даминг. Такође је једна од врхунских туристичких атракција у Кини. Планина хиљаду Буда отворена је као јавни парк 1959. године, оцењена као туристичка атракција Кине изузетном оценом (АААА) 2005. године, а у марту 2017. вреднована као Национални парк Кине.

## Легенда
Према локалној традицији, легендарни цар Шун био је заслужан за откривање земље и обрађивање под планином. Тако је планина хиљаду Буда позната и као брдо Шунгенг (што значи брдо на којем се обрађивао Шун).
Према легенди, коју је у Youyang Zazu написао писац династије Танг, Дуан Ченгши (800—863), планина хиљаду Буда првобитно се налазила поред мора и морски бог ју је тамо закључао великом бравом како би спречио бога задуженог за планине да је помера. Међутим, на крају је брава пукла и планина је бачена кроз ваздух у данашњи положај. На врху планине постављено је уметничко дело у облику велике браве и ланца као подсећање на легенду. 

## Историја
Будизам је постао популаран у области Ђинан током владавине цара Вена, оснивача династије Суеј. Са будизмом, монаси су долазили у то подручје и клесали статуе Буде на странама брда, које се првобитно звало Мији брдо или Ли брдо. У подножју брда основан је храм назван Храм хиљаду Буда (Qianfosi). На крају, брдо је након храма преименовано у „планина хиљаду Буда". Једно од старих имена, Ли брдо (Ли Шан) преживело је у имену Лишан пут, главне авеније која пролази кроз Ђинан према планини хиљаду Буда у правцу север-југ.

## Главне атракције
Јавни парк Планина хиљаду Буда развијен је у великој мери за углавном локални туризам - стварањем приступних путева и пешачких стаза, као и додавањем карактеристика забавног парка као што је жичара дугачка 600 м, летњи тобоган низ брдо, тркачка стаза за картинг и бројне тезге са сувенирима. Главне атракције углавном имају значај за ширење будизма. 

### Литица хиљаду Буда
Литица хиљаду Буда налази се на северном делу брда иза храма Ћингуахен. Подножје литице пробијају четири пећине, које су назване (од запада према истоку): пећина Лонгкуан (што значи Змајево пролеће), пећина Ћиле (што значи изузетно срећно), пећина Кианлоу и пећина Лузу. Висина пећина се креће од 3 м до само 20 cm. Данас је остало око 130 статуа Буде које су исклесане у литици хиљаду Буда током периода Суеј, пореклом уназад преко 1400 година.

### Храм Ћингуахен
Заједно са статуама Буде, на брду су подигнути храмови и друге зграде. Најпознатија од ових грађевина је храм Ћингуахен (кин: 兴国禅寺, дословно: „Развој сеоског будистичког храма“) који је првобитно изграђен током владавине цара Тајсонга из династије Танг као проширење храма Ћиенфо династије Суеј. Даља проширења предузета су током династије Сунг, али је храм после рата разорен. Обнова је извршена 1468. године, током династије Минг. Дворана Гуанинг, Фоје хала и статуа Буде са хиљаду руку додати су током династије Ћинг. 
Храм се налази отприлике на пола брда и до њега се може доћи преко 300 камених степеница. 
Многе статуе на планини хиљаде Буда оштећене су или изгубљене током Културне револуције, али рестаурација је започета већ 1979. године. Од тада је додато много нових статуа. Највеће нове статуе су 20 метара високи седећи Маитреја Буда довршен 2000. године и лежећи Буда са свастиком на прсима, исклесан од гранита 1996. године, дужине 10 м, тежине око 50 тона. 

### Пећина безбројних Буда
Главна туристичка атракција је Пећина безбројних Буда у подножју северне падине брда. Унутар више од 500 метара дугачке вештачке пећине, изложене су копије будистичких статуа са краја 20. века из четири познате кинеске пећине (Дунхуанг и Маији Шан у провинцији Гансу, Лонгмен у провинцији Хенан, Јун Ганг у провинцији Шанси). Оригинална уметничка дела настала су током династија Северни Веи, Танг и Сунг. Према подацима, у пећини је изложено око 28 000 будистичких приказа, највећи кип - лежећи Буда, има 28 метара дужине. 

### Маитреја врт
Смештен у источном делу планине, врт Маитреја изграђен је 2000. године са јапанском корпорацијом Миокоен као кинеско-јапанска башта пријатељства. Врт се простире на 30 хиљада м², укључујући статуу Маитреја, врт Сакура и неке друге повезане грађевине, што је спој кинеског и јапанског стила вртне архитектуре. Цела статуа има висину од 30 метара, па је позната као „највећи Буда северно од реке Јангце“. Подаци о Маитреји уклесани су иза статуе на стени. Резбарије су дугачке 36 и високе 3,5 м, покривајући 126 м².

## Годишњи догађаји

### Лунарни новогодишњи сајам молитвеног храма
Као један од најважнијих фестивала у години, Лунарна нова година је време када се Кинези моле за срећу у предстојећој години. Сваке године током Пролећног фестивала, хиљаде људи посети храм Ћингуахен да би се молили за своје најмилије и за мирну годину. Ту је и сајам храмова за туристе да осете укус Пролећног фестивала са народним представама и артефактима.

### "Састанци на слепо" Кикси фестивала
Током недеље Кикси фестивала, кинеског Дана заљубљених, у парку се одржавају састанци на слепо за самце мушкарце и девојке из Ђинана и других места. Углавном у двадесетим или тридесетим годинама, учесници објављују информације о себи на табли док траже оне који их занимају. Родитељи који желе да се њихова деца венчају такође се пењу уз брдо да пронађу сродну душу за своју децу. До 2019. догађај се одржавао 13 пута.

### Двоструки девети фестивалски сајам храмова
Двоструки девети фестивал је традиционални кинески фестивал деветог дана деветог месеца по Лунарном календару. Мада је уобичајено пењање на високу планину, сајам се одржава на планини хиљаду Буда. Изложба укључује уметничке перформансе, народне рукотворине и локалне сувенире, пољопривредне производе и традиционалну храну и грицкалице. На дан фестивала 2019. године, укупан број туриста достигао је преко 62.000.

## Локација
Јавни парк Планина хиљаду Буда окружен је гробљем у част погинулим током револуције Синхај из 1911. године на источној страни, некадашњим налазиштем провинцијског музеја Шандонг на североистоку и ботаничком баштом Ђинан на западној страни. 